# Chiesa di Santa Maria Maddalena (Foglizzo)
La chiesa di Santa Maria Maddalena è la parrocchiale di Foglizzo, in città metropolitana di Torino e diocesi di Ivrea; fa parte della vicaria Serra.
L'edificio risale al XVIII secolo.

## Storia
La chiesa venne realizzata tra il 1741 e il 1746 su progetto dell'architetto Bernardo Vittone. Il suo campanile, invece, venne costruito a partire dal 1723 disegni di un certo Garone e fu terminato dall'ingegnere Ghibert.

## Descrizione
La chiesa presenta una pianta molto originale: si tratta infatti di un ottagono dai cui lati coperti da archi si innalzano otto lunettoni che vanno a comporre la grande volta centrale; sui lati fiancheggianti il presbiterio, invece, si affacciano due grandi cappelle di forma romboidale.
Nella parrocchiale è custodita un'Ultima Cena di scuola veneta del XVII secolo.
Il campanile, con 55,5 metri di altezza, è il più alto della diocesi di Ivrea ed il secondo del Canavese.